# Marijuana Policy Project
Das Marijuana Policy Project (MPP, dt. in etwa Initiative zur Marihuana-Politik) ist die größte US-amerikanische Lobbyorganisation für die Legalisierung von Cannabis. Die Organisation wurde 1995 gegründet und hat ihren Sitz in Washington, D.C.

## Ziele
„Vision“ des Marijuana Policy Projects ist eine Drogenpolitik, in der Cannabis wie Alkohol ein legales und staatlich reguliertes Gut ist, in der eine ehrliche und realistische Aufklärung über Cannabis stattfindet und in der Therapieangebote ohne Zwang erfolgen und auf Harm Reduction ausgerichtet sind. Um dies zu erreichen, hat sich das MPP vier Ziele gesetzt:
1. Die Steigerung öffentlicher Unterstützung für eine nicht-repressive Cannabispolitik,
2. Unterstützer für eine nicht-repressive Cannabispolitik ausfindig zu machen und zu mobilisieren,
3. Die Gesetze in den Bundesstaaten in Richtung geringerer oder keiner Strafen für den medizinischen wie nicht-medizinischen Cannabisgebrauch zu ändern und
4. Einfluss im Kongress der Vereinigten Staaten zu gewinnen.[6][7]

## Geschichte und Organisation
Das Marijuana Policy Project wurde 1995 von Rob Kampia und Chuck Thomas gegründet. Beide waren Mitarbeiter von NORML, der seit 1970 bestehenden und heute neben dem MPP zweiten großen Organisation für die Legalisierung von Cannabis. Wegen unterschiedlicher Ansichten über die strategische Ausrichtung der Organisation und eines persönlichen Zerwürfnisses zwischen dem damaligen NORML-Chef Richard Cowan und Rob Campia erfolgte die Abspaltung von NORML.
Das Marijuana Policy Project besteht aus zwei verschiedenen rechtlichen Einheiten: dem Marijuana Policy Project und der Marijuana Policy Project Foundation. Für das Jahr 2011 konnten beide Organisationen zusammen etwa 2,5 Mio. US-$ an Spenden und Beiträgen einwerben. Das Marijuana Policy Project beschäftigt ein Kern-Team von zehn Mitarbeitern.

## Aktivitäten
Das Marijuana Policy Project ist in drei Bereichen aktiv: in der klassischen Lobbyarbeit im Sinne von Einflussnahme auf die Parlamente und Regierungen der Bundesstaaten und des Bundes, in der Unterstützung von Volksinitiativen („ballot initiatives“) für eine liberalere Cannabispolitik sowie in der Öffentlichkeitsarbeit. Die vom MPP unterstützten Vorhaben reichen von kleineren Liberalisierungs- und Entkriminalisierungsmaßnahmen bis zur vollständigen Legalisierung sowohl im Bereich der medizinischen als auch der nicht-medizinischen („recreational use“, also Gebrauch zu Rauschzwecken) Nutzung von Cannabis.
Die Mitarbeiter von MPP äußern sich regelmäßig im Internet, im lokalen und nationalen Rundfunk sowie der Presse zur Cannabispolitik. Im Jahr 2006 startete das MPP eine Radio-Werbekampagne, die auf den Cannabis-Konsum des US-Präsidenten George W. Bush, des ehemaligen Vizepräsidenten Al Gore, des kalifornischen Gouverneurs Arnold Schwarzenegger sowie des Supreme-Court-Richters Clarence Thomas bezugnahm und rhetorisch fragte: “Is it fair to arrest three quarters of a million people a year for doing what presidents and a Supreme Court justice have done?” – „Ist es fair eine dreiviertel Million Menschen im Jahr festzunehmen für etwas, das auch US-Präsidenten und ein Supreme-Court-Richter getan haben?“. Im Rahmen Volksabstimmung in Kalifornien im Jahr 2009 über eine vollständige Cannabis-Legalisierung schaltete MPP TV-Spots für die Legalisierung.